# Carolina Solberg
Carolina „Carol“ Salgado Collett Solberg (* 6. August 1987 in Rio de Janeiro) ist eine brasilianische Beachvolleyballspielerin. Wegen der Bekanntheit ihrer Mutter Isabel Salgado trat sie im Spielbetrieb auch unter ihrem Muttersnamen als Carolina Salgado auf, besonders wenn sie im Team zusammen mit ihrer Halbschwester Maria Clara Salgado Rufino spielte.

## Karriere
Mit neun Jahren spielte Carol das erste Mal Beachvolleyball in der Klasse ihrer Mutter Isabel Salgado. Nach einigen Jahren als Hallenvolleyballerin bei Flamengo, wo auch ihre ältere Schwester Maria Clara spielte, startete sie 2002 zum ersten Mal bei den U18-Weltmeisterschaften und belegte mit ihrer Partnerin Isabel Grael den vierten Platz. Mit Bárbara Seixas gewann sie in den beiden folgenden Jahren die Silbermedaille. Mit ihrer Schwester erreichte Carolina 2003 den Bronzerang bei den U21-Weltmeisterschaften, im folgenden Jahr spielten die beiden Brasilianerinnen ihr erstes FIVB World Turnier, scheiterten jedoch in der Qualifikation. Ebenfalls 2004 gewann Carol mit Taiana Lima die Goldmedaille bei den U21-Weltmeisterschaften, ein Erfolg, den die beiden 2005 wiederholen konnten. Damit ist Carolina Solberg die erfolgreichste Juniorin aller Zeiten bei FIVB Weltmeisterschaften für unter Einundzwanzigjährige.
In den Jahren 2004 bis 2007 erreichten die Salgado-Schwestern, die fortan immer gemeinsam bei Erwachsenenturnieren antraten, ihr bestes Ergebnis in der World Tour bei den südafrikanischen Open in Kapstadt 2005. Sie belegten den Bronzerang und waren damit die ersten Töchter einer Gewinnerin einer FIVB World Tour-Medaille, die ebenfalls das Podium erreichten.
Die Saison 2008 wurde die erfolgreichste von Carol und Maria Clara. Neben je zwei vierten und fünften Plätzen gewannen die beiden Brasilianerinnen die Bronzemedaillen in Stare Jabłonki, Marseille und Dubai. Ihren ersten Toursieg erreichten die Schwestern in Mysłowice in Polen, als sie nach Erfolgen in der Verliererrunde gegen ihre Landsfrauen Shelda Bede/Ana Paula Henkel sowie Maria Antonelli/Vanilda Leão im Halbfinale die Norwegerinnen Nila Ann Håkedal/Ingrid Tørlen und im anschließenden Finale die Deutschen Katrin Holtwick und Ilka Semmler bezwingen konnten. Nicht ganz so erfolgreich waren die Schwestern im folgenden Jahr, nur in Shanghai erreichten sie den dritten Platz.
Im ersten Turnier 2010 in der Hauptstadt ihres Heimatlandes erreichten die Salgado-Schwestern die Runde der letzten vier, nach einer Niederlage gegen die Deutschen Goller/Ludwig konnten sie im Spiel um den dritten Platz die amtierenden Weltmeisterinnen Kessy/Ross besiegen. Bei den folgenden beiden Turnieren gelang Carol und Maria Clara keine Platzierung unter den besten acht Teams, in Seoul belegten die beiden Südamerikanerinnen nach einer weiteren Niederlage gegen Goller/Ludwig den geteilten siebten Platz, in Moskau verloren die Schwestern ebenso wie in Gstaad das Viertelfinale gegen ihre Landsfrauen Larissa und Juliana. Nach drei Turnieren ohne Top-acht-Platzierung erreichten die Salgado-Schwestern in Kristiansand zum zweiten Mal in der laufenden Saison das Halbfinale, das sie gegen Larissa und Juliana verloren. Wie in Brasilia konnten Carol und Maria Clara das kleine Finale gegen Kessy/Ross gewinnen und sich die Bronzemedaille sichern. Bei den letzten beiden Turnieren 2010 kamen die brasilianischen Schwestern jeweils ins Halbfinale. Während es in China nur zum vierten Rang reichte, belegten die Südamerikanerinnen in Thailand zum dritten Mal in dieser Saison den dritten Platz.
Bei der WM 2011 in Rom belegten Maria Clara/Carol den neunten Platz. 2012 legte Carol eine Babypause ein. Bei der WM 2013 in Stare Jabłonki erreichten Maria Clara/Carol als Gruppensieger die Hauptrunde, wo sie gegen die Slowakinnen Dubovcová/Nestarcová ausschieden. Auf der World Tour hatten die Schwestern dagegen zahlreiche Top-Ten-Ergebnisse, darunter die zweiten Plätze in Den Haag und in Long Beach sowie den Sieg in Moskau. Beste Ergebnisse im folgenden Jahr waren die Finalteilnahme bei den Paraná Open sowie vierte Plätze bei in Fuzhou und beim Grand Slam in São Paulo. 2015 kamen Maria Clara und Carol nicht über das Halbfinale in Prag und einen fünften Platz beim Major-Turnier in Stavanger hinaus.
Nach der zweiten Babypause 2016 spielte Carol zunächst vorwiegend auf der nationalen Tour mit Ágatha Bednarczuk und mit Juliana Felisberta da Silva. Ab Juni 2017 spielte sie auf der World Tour an der Seite von Maria Antonelli. Die beiden Brasilianerinnen gewannen die Veranstaltung in Den Haag, zuvor waren sie in Moskau Fünfte geworden. Die gleiche Platzierung gelang ihnen bei der Weltmeisterschaft 2017 in Wien. 2018 standen mehrere vierte und fünfte Plätze bei den Events der World Tour für die beiden Südamerikanerinnen zu Buche. Höhepunkte waren die zweiten Plätze bei den 4-Sterne Turnieren in Den Haag, Huntington Beach und Espinho sowie der vierte Rang beim Tourfinale in Hamburg. Die besten Platzierungen auf der World Tour 2019 gelangen Maria Antonelli/Carol mit dem Erreichen der Endspiele bei den 5-Sterne Turnieren in Gstaad und in Wien.
Von 2021 bis 2024 spielte Carol wieder zusammen mit Bárbara Seixas. Bestes Ergebnis auf der World Tour 2021 war ein dritter Platz beim 4-Sterne-Turnier in Ostrava. Auf der neugeschaffenen World Beach Pro Tour 2022 siegten sie bei den Challenge-Turnieren in Itapema und Doha und wurden bei den Elite16-Turnieren in Jūrmala und Gstaad jeweils Zweite. Damit kletterten sie in der Weltrangliste auf Platz eins. Bei der Weltmeisterschaft in Rom erreichten sie als Gruppenzweite die Hauptrunde, in der sie die Chinesinnen Wang Fan und Xia Xinyi besiegten. Im Achtelfinale schieden sie gegen die späteren Weltmeisterinnen Duda Lisboa und Ana Patrícia Ramos aus.
Bei den World Tour Finals Anfang des folgenden Jahres in Doha besiegten sie in ihrem ersten Match die späteren Goldmedaillengewinnerinnen Kelly Cheng und Sara Hughes, verloren allerdings alle folgenden Poolspiele und wurden Siebte. Bei den Elite16 in Tepic und in Uberlândia erreichten sie die Runde der letzten Acht und beim Challenge in Itapema standen sie im Finale. Der gleichwertigen Wettbewerb in Espinho, bei dem sie im Endspiel ihre Landsfrauen Andressa Cavalcanti und Vitória Rodrigues in zwei Sätzen bezwangen, war ihr erster Sieg des Jahres in der World Tour und gleichzeitig ihr dritter Erfolg überhaupt bei der Beach Pro Serie. Carol und Bárbara gewannen eine Woche später auch die Veranstaltung in Edmonton ohne einen einzigen Satzverlust. Im November in Haikou blieben sie ebenso ungeschlagen, benötigten jedoch im Achtelfinale gegen die Französinnen Clémence Vieira / Aline Chamereau drei Durchgänge zum Weiterkommen. Im Halbfinale bezwangen die beiden Brasilianerinnen ihre Landsfrauen Tainá Silva Bigi und Victória Lopes, gegen die sie im Vormonat bei der WM nach souverän überstandener Vorrunde in der ersten Hauptrunde noch unterlegen waren. Ihr viertes Endspiel in diesem Jahr und ihr drittes überhaupt in einem Elite16 erreichten die beiden Südamerikanerinnen beim letzten höchstklassigen Turnier der Saison vor den Finals, als sie nach zwei Poolniederlagen sich erst im dritten Spiel fürs Weiterkommen qualifizieren konnten und anschließend Tainá/Victória, Tillmann/Müller sowie Nuss/Kloth eliminierten und nach gewonnenen ersten Satz im Finale an Duda/Ana Patrícia scheiterten.
Noch besser lief es für Bárbara und Carol beim ersten Event des Jahres 2024 in Doha. Nach der Auftaktniederlage gegen Esmée und Zoe gewannen die Brasilianerinnen ihre nächsten beiden Gruppenspiele gegen Nuss/Kloth und gegen Gottardi/Menegatti, besiegten anschließend Ludwig/Lippmann sowie Cheng/Hughes mit jeweils 2:1 Sätzen und waren auch im anschließenden Finale von Melissa und Brandie nicht zu stoppen. Für die Südamerikanerinnen war es der erste Sieg bei einem Elite16-Wettbewerb. Solberg hatte darüber hinaus erst einmal vor über zehn Jahren ein höchst dotiertes Turnier gewonnen und war noch nie bei einem Majors oder Fünf-Sterne-Event auf der obersten Stufe des Podests gestanden. Zum dritten Mal in Folge auf dem Podium bei einem Elite16 standen Seixas und Solberg in Tepic. Im Kampf um Bronze besiegten sie Gottardi/Mengatti in drei Sätzen, die alle erst in der Verlängerung entschieden wurden. Nach zwei Viertelfinalteilnahmen bei gleichwertigen Wettbewerben in Espinho und Ostrava konnten die Brasilianerinnen ihre Gruppe bei den Spielen in Paris gewinnen, verloren jedoch in der ersten Hauptrunde gegen Mariafe und Clancy und belegten so den geteilten neunten Rang. Für Carol war es die erste Teilnahme an Olympischen Spielen. Bei den Elite16-Turnieren erreichten Bárbara/Carol im Oktober in João Pessoa Platz neun. Im November in Rio de Janeiro verloren sie ihre ersten beiden Spiele im Pool und sicherten sich erst in der dritten Begegnung das Weiterkommen. Danach gewannen sie gegen Ágatha / Rebecca, Gottardi / Reka Orsi Toth, Thamela / Victória und im Finale gegen Cannon / Kraft, gegen die sie in der Gruppenphase noch verloren hatten. Damit kletterten sie in der Weltrangliste erneut auf Platz eins.
2025 bildet Carol mit Rebecca Cavalcanti ein Duo. Nach dem Ausscheiden im Achtelfinale beim ersten Turnier des Jahres siegten die Brasilianerinnen beim ersten Elite16 der Saison in Quintana Roo.

## Familie
Carol ist Mutter zweier Söhne: José (* 2012) und Salvador (* 2016). Carols Mutter Isabel Salgado siegte 1994 bei einem FIVB Turnier in Miami. Bruder Pedro gewann schon mehr als zehn Turniere und wurde 2008 mit seinem Partner FIVB Tour Champion und zum Team of the Year gewählt. Neben Pedro und Maria Clara hat sie noch drei weitere Geschwister.